# Parthina linea
Parthina linea är en nattsländeart som beskrevs av Donald G. Denning 1954. Parthina linea ingår i släktet Parthina och familjen böjrörsnattsländor. Inga underarter finns listade i Catalogue of Life.